# Медянский сельсовет (Краснооктябрьский район)
Медянский сельсове́т — сельское поселение в составе Краснооктябрьского района Нижегородской области. Административный центр — село Медяна.

## История
Статус и границы сельского поселения установлены Законом Нижегородской области от 15 июня 2004 года № 60-З «О наделении муниципальных образований — городов, рабочих посёлков и сельсоветов Нижегородской области статусом городского, сельского поселения».

## Население
| 2002 | 2010 | 2012 | 2013 | 2014 | 2015 | 2016 |
| ---- | ---- | ---- | ---- | ---- | ---- | ---- |
| 723  | ↘609 | ↘584 | ↘575 | ↘554 | ↘550 | ↘536 |
| 2017 | 2018 | 2019 | 2020 | 2021 |      |      |
| ↘520 | ↘497 | ↘482 | ↘463 | ↘462 |      |      |

## Состав сельского поселения
| № | Населённый пункт | Тип населённого пункта       | Население |
| - | ---------------- | ---------------------------- | --------- |
| 1 | Медяна           | село, административный центр | ↘462      |